# هجوم فندق مقديشو 2023
في 10 يونيو 2023هاجم مسلحو حركة الشباب فندقًا في شاطئ ليدو في العاصمة الصومالية مقديشو، ما أسفر عن مقتل ستة مدنيين وثلاثة جنود وسبعة مهاجمين. 

## خلفية
بدأت حركة الشباب تمردًا في عام 2006 في محاولة للإطاحة بالحكومة الصومالية المدعومة دوليًا وفرض شكل صارم من الشريعة الإسلامية. ونفذت الجماعة الإسلامية هجمات كثيرة في العاصمة الصومالية مقديشو استهدفت في معظمها منشئات مدنية بينها فنادق ومطاعم بجانب أهداف عسكرية وسياسية.

## الهجوم
بعد غروب شمس التاسع من يونيو 2023 هاجمت حركة الشباب فندق ومطعم بيرل بيتش الشهير والفاخر في شاطئ ليدو بمقديشو.  وهاجم سبعة مسلحين المطعم بعد تفجير عبوة ناسفة  وقتل في الهجوم ما لا يقل عن ستة مدنيين وثلاثة من أفراد قوات الأمن.  وتمكنت القوات الأمنية من إنقاذ أربعة وثمانين مدنياً بعد حصار فرضته على المسلحين. وقُتل جميع المهاجمين برصاص قوات الأمن.